# Championnat d'Espagne de football 1945-1946
Navigation
Primera División 1944-45 Primera División 1946-47
Le championnat d'Espagne de football 1945-1946 est la 15e édition du championnat. La compétition est remportée par le club du Séville CF. Organisé par la Fédération espagnole de football, le championnat se dispute du 23 septembre 1945 au 31 mars 1946.
Le club sévillan l'emporte avec un point d'avance sur le tenant du titre, le CF Barcelone, et trois sur l'Atlético Bilbao.
Le système de promotion/relégation ne change pas : descente et montée automatique, sans matchs de barrage pour les deux derniers de première division et les deux premiers de deuxième division, match de barrage pour le douzième de première division face au troisième de deuxième division. En fin de saison, les deux promus, le CD Alcoyano et l'Hércules Alicante, sont relégués en deuxième division. Ils sont remplacés la saison suivante par le CE Sabadell et le Deportivo La Corogne. L'Espanyol Barcelone conserve sa place en Division 1 après barrages.
L'attaquant espagnol Telmo Zarra, de l'Atlético Bilbao, termine, pour la deuxième fois, meilleur buteur du championnat avec 24 réalisations.

## Règlement de la compétition
Le championnat de Primera División est organisé par la Fédération espagnole de football, il se déroule du 23 septembre 1945 au 31 mars 1946.
Il se dispute en une poule unique de 14 équipes qui s'affrontent à deux reprises, une fois à domicile et une fois à l'extérieur. L'ordre des matchs est déterminé par un tirage au sort avant le début de la compétition.
Le classement final est établi en fonction des points gagnés par chaque équipe lors de chaque rencontre : deux points pour une victoire, un pour un match nul et aucun en cas de défaite. En cas d'égalité de points entre deux ou plusieurs de clubs en fin de championnat, le classement se fait à la différence de buts. L'équipe possédant le plus de points à la fin de la compétition est proclamée championne. En fin de saison, les deux derniers du championnat sont relégués en Segunda División et remplacés par les deux premiers de ce championnat. Un match de barrage est disputé, sur terrain neutre à Madrid, par le douzième de première division face au troisième de deuxième division. Le vainqueur de cette confrontation accède ou reste en Primera División.

## Équipes participantes
Cette saison de championnat se déroule à 14 équipes. Le Club Deportivo Alcoyano fait ses débuts en Primera División.
| \| A. Bilbao Séville CF Real Oviedo CA Aviación Real Madrid CF Barcelone Espanyol CD Castellón Valence CF Celta Vigo Real Gijón Real Murcie CD Alcoyano Hércules Alicante \| Localisation des clubs engagés dans le championnat. |
| A. Bilbao Séville CF Real Oviedo CA Aviación Real Madrid CF Barcelone Espanyol CD Castellón Valence CF Celta Vigo Real Gijón Real Murcie CD Alcoyano Hércules Alicante                                                           |

| Clubs                    | Ville                 | Stade                    |
| ------------------------ | --------------------- | ------------------------ |
| Club Deportivo Alcoyano  | Alcoy                 | El Collao                |
| Atlético Bilbao          | Bilbao                | San Mamés                |
| Club Atlético Aviación   | Madrid                | Metropolitano            |
| CF Barcelone             | Barcelone             | Las Corts                |
| Club Deportivo Castellón | Castellón de la Plana | El Sequiol (es) Castalia |
| Celta Vigo               | Vigo                  | Balaidos                 |
| Espanyol Barcelone       | Barcelone             | Sarriá                   |
| Real Sporting de Gijón   | Gijón                 | El Molinón               |
| Hércules Alicante        | Alicante              | Bardìn                   |
| Real Oviedo              | Oviedo                | Buenavista               |
| Real Madrid              | Madrid                | Chamartín                |
| Real Murcie              | Murcie                | La Condomina             |
| Séville CF               | Séville               | Nervión                  |
| Valence CF               | Valence               | Mestalla                 |

## Classement
| Rang | Équipe                 | Pts | J  | G  | N  | P  | Bp | Bc | Diff |
| ---- | ---------------------- | --- | -- | -- | -- | -- | -- | -- | ---- |
| 1    | Séville CF             | 36  | 26 | 14 | 8  | 4  | 53 | 37 | +16  |
| 2    | CF BarceloneT          | 35  | 26 | 14 | 7  | 5  | 48 | 31 | +17  |
| 3    | Atlético Bilbao        | 33  | 26 | 14 | 5  | 7  | 63 | 38 | +25  |
| 4    | Real MadridC           | 31  | 26 | 11 | 9  | 6  | 46 | 30 | +16  |
| 5    | Real Oviedo            | 30  | 26 | 10 | 10 | 6  | 44 | 37 | +7   |
| 6    | Valence CF             | 28  | 26 | 9  | 10 | 7  | 44 | 36 | +8   |
| 7    | Atlético Aviación      | 26  | 26 | 10 | 6  | 10 | 50 | 48 | +2   |
| 8    | CD Castellón           | 26  | 26 | 11 | 4  | 11 | 38 | 54 | -16  |
| 9    | Real Sporting de Gijón | 25  | 26 | 9  | 7  | 10 | 37 | 39 | -2   |
| 10   | Celta VigoP            | 21  | 26 | 9  | 3  | 14 | 57 | 56 | +1   |
| 11   | Real Murcie            | 20  | 26 | 5  | 10 | 11 | 21 | 39 | -18  |
| 12   | Espanyol Barcelone     | 19  | 26 | 6  | 7  | 13 | 41 | 53 | -12  |
| 13   | CD AlcoyanoP           | 19  | 26 | 7  | 5  | 14 | 39 | 54 | -15  |
| 14   | Hércules AlicanteP     | 15  | 26 | 5  | 5  | 16 | 30 | 59 | -29  |

- Champion
- Barrages de relégation
- Relégation en Segunda División

Barrage de promotion :
Le barrage se joue sur une rencontre unique disputée sur terrain neutre à Madrid : Espanyol Barcelone et Gimnàstic de Tarragona, club de division 2, se sépare sur un match nul 0-0 et le match doit être rejoué. Dans la seconde rencontre l'Espanyol l'emporte 3-0 et conserve sa place en division 1.

## Bilan de la saison
| Championnat d'Espagne de football 1945-1946 |                        |
| Champion                                    | Séville CF (1er titre) |
| Dauphin                                     | CF Barcelone           |
| Coupes et trophées                          |                        |
| Vainqueur de la Coupe d'Espagne 1945-1946   | Real Madrid            |
| Vainqueur Copa de oro "Argentina"           | CF Barcelone           |
| Promotions et relégations                   |                        |
| Promus en Primera División                  | CE Sabadell            |
| Promus en Primera División                  | Deportivo La Corogne   |
| Relégués en Segunda División                | CD Alcoyano            |
| Relégués en Segunda División                | Hércules Alicante      |